# ماراثون مراكش
ماراثون مرّاكش أو ماراطون مرّاكش الدولي حسب التسمية المحلّية، هو سباق ماراثون سنوي يقام بمدينة مرّاكش بالمغرب منذ عام 1987. يقام بالتزامن مع هذه التظاهرة كلّ من نصف ماراثون مراكش و بطولة المغرب للماراثون.

## مدار السباق
يعتبر مدار ماراثون مرّاكش من بين الأسرع عالميّا حيث الطريق مستوية والجوّ معتدل لأنّه يقام في فصل الشتاء ممّا ينعكس إيجابا على النتائج، فأغلب المحترفين يحقّقون زمنا يقلّ عن ساعتين وعشر دقائق. يتنافس العدّاؤون مخترقين غابة النخيل وحدائق أكدال ووسط المدينة ثمّ حدائق الزيتون (المنارة) قبل وصولهم لنقطة النهاية التي بدأ منها السباق.

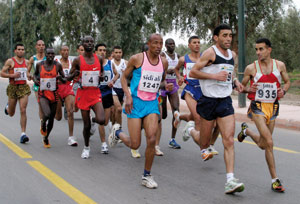
عبد القادر المواعزيز يقود الكوكبة الأولى لمشاركين بالدورة 21 لماراثون مرّاكش

## التصنيف العالمي
صنّف الاتحاد الدولي لألعاب القوى سنة 2013 ماراثون مرّاكش الدولي في المرتبة السادسة عالميا، بعد ماراثونات دبي، هامبورغ، باريس، روتردام ولندن.

## الأرقام القياسيّة
- ذكور: في اسم العدّاء الكيني ستيفان توم و قد سجّله في الدورة الرابعة والعشرين سنة 2013، بتوقيت ساعتين و 6 دقائق و 35 ثانية محطّما بذلك الرقم الذي كان في حوزة العدّاء المغربي عبد القادر المواعزيز منذ سنة 1999 و الذي يعمل حاليّا مع اللجنة التنظيميّة.[1]
- إناث: حطّمته العدّاءة الرومانيّة أدريانا باربو سنة 1994 بتوقيت ساعتين و 29 دقيقة و 21 ثانية.[1]

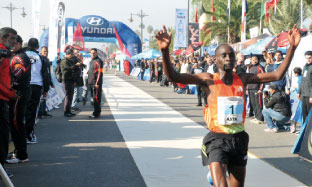
الكيني ستيفن توم صاحب الرقم القياسي

## المموّلون
تستمد هذه التظاهرة الرياضية دعمها من طرف وزارة الشباب والرياضة، الجامعة الملكية المغربية لألعاب القوى، ولاية جهة مرّاكش، المجلس الجماعي، مجلس جهة مراكش، المجلس الإقليمي، المكتب الوطني المغربي للسياحة وعدد من الشركاء الأساسيّين من الشركات الوطنيّة والخاصّة.

## طريقة المشاركة
باستثناء المحترفين الذين يتكفّل المنظّم والاتحادات بجلبهم، تتمّ مشاركة الهواة بهذه التظاهرة، التي تعدّ الأهمّ من نوعها في المغرب بالنظر لمردوديّتها الرياضيّة والسياحيّة، عن طريق وكالات أسفار معتمدة تتكلّف بالإقامة بالنسبة للأجانب وكذا عن طريق الجمعيّة المنظّمة وقرية الماراثون التي تقام بجانب حديقة الحارتي حيث يتاح شراء الصدريّات.

## وصلات خارجيّة
- الموقع الرسمي (بالإنجليزيّة والفرنسيّة)
- موقع كش24